# Калемегдан

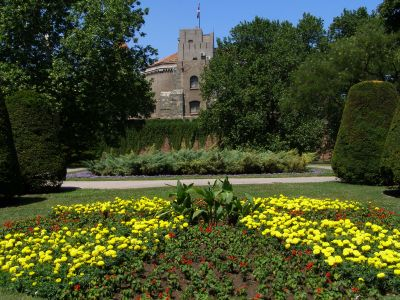
Парк Калемегдан

44°49′25″ пн. ш. 20°27′01″ сх. д. / 44.8236° пн. ш. 20.4503° сх. д.
Калемегдан (серб. Калемегдáн) — найбільший Белградський парк, один з найдавніших в Європі.

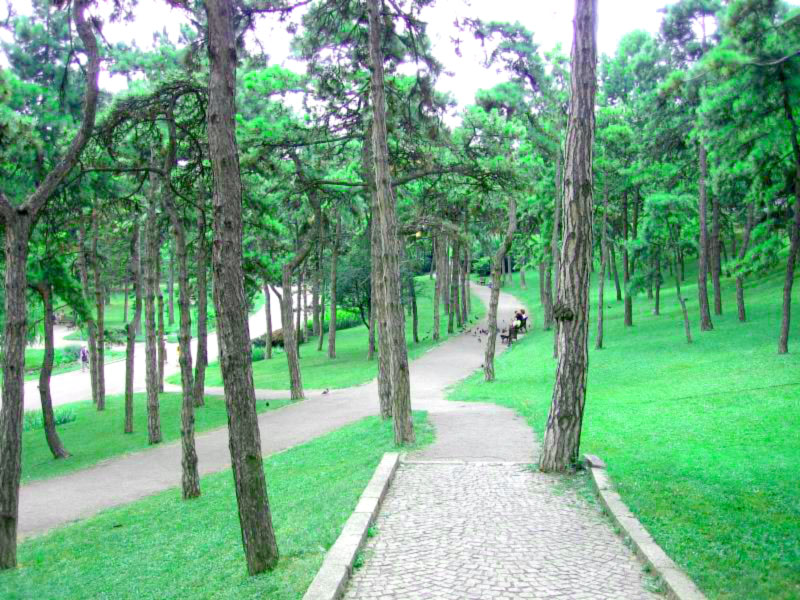
Парк Калемегдан

Розташований на узвишші пагорба на висоті 125 метрів над рівнем моря поряд з белградською фортецею, при злитті рік Сави і Дунаю. Парк ділиться на Великий Калемегдан та Малий Калемегдан.
Назва походить від турецьких слів kale (фортеця) і meydan (майдан). Турки називали його fikir bayır (Пагорб роздумів).
Благоустрій парку почався після передачі фортеці Сербії (1867), за наказом князя Михайла Обреновича. Початкові ескізи для закладки Калемегдану зробив перший сербський урбаніст Еміліан Йосімовіч (серб. Емилијан Јосимовић.). Закладка відбулася між 1873 та 1875 роками, коли Белградською фортецею командував полковник Драгутін Жабарац (серб. Драгутин Жабарац), колишній перший ад'ютант князя Михайла Обреновича.
Планомірний розвиток Калемегдану почався від 1890-х років, коли військові передали парк муніципалітету Белграда. Тогочасний мер Нікола Пашич затвердив першу позику на розвиток Калемегдану в розмірі 10 000 динарів. У 1905 році парк був розширений шляхом впорядкування Малого Калемегдану, що простягається від павільйону «Цвета Зузорич» до зоопарку.
Перед Першою світовою війною Калемегдан закінчувався у місці,  до тепер кам'яні сходи (що ведуть до нижньої тераси). Земля за сходами до 1929 року була запущена і заросла бур'янами. 
Після 1931 року парк розширений до Верхнього міста. 
У парку є багато пам'ятників відомим культурним та громадським діячам. В Калемегдані розташовані Військовий музей, Мистецький павільйон «Цвета Зузорич», міський інститут з охорони пам'яток культури, зоопарк, Римські криниці, дитячий розважальний парк, Пантеон національних героїв, ряд спортивних споруд та закладів громадського харчування, а також Природничий музей.

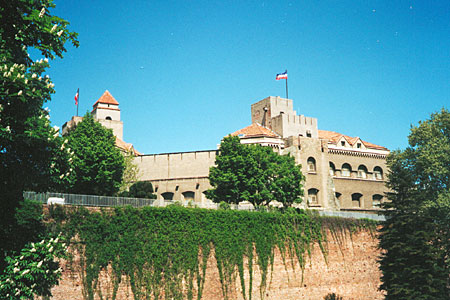
Вйськовий музей

## Галерея

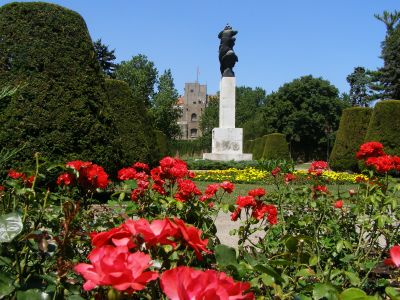
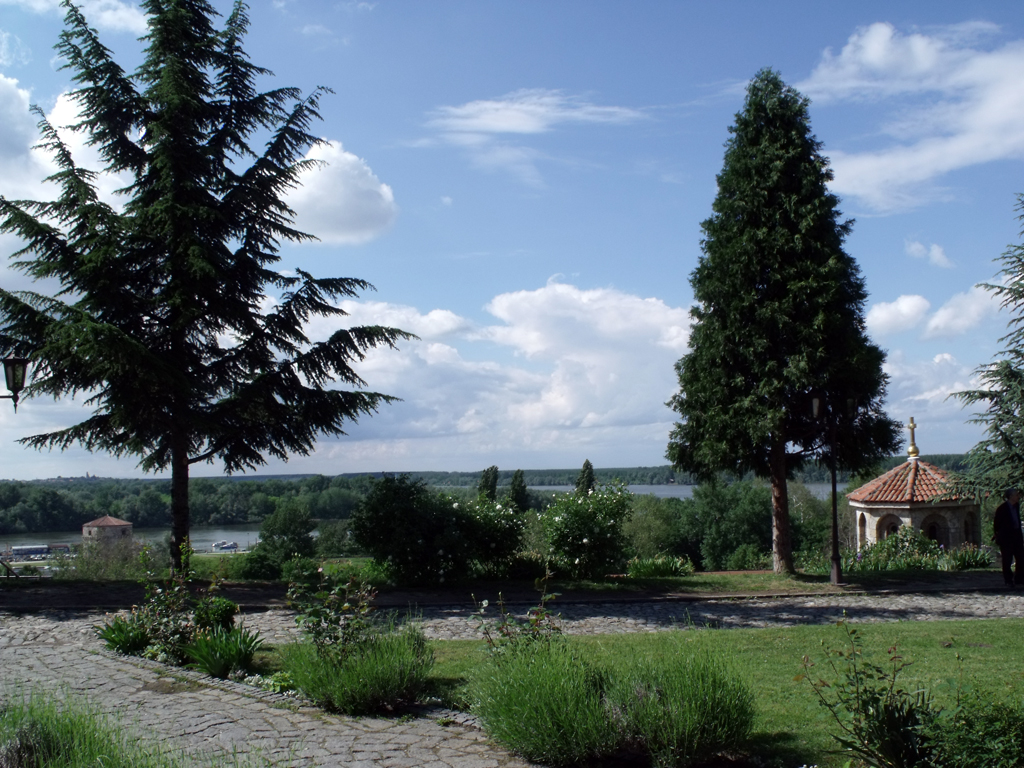
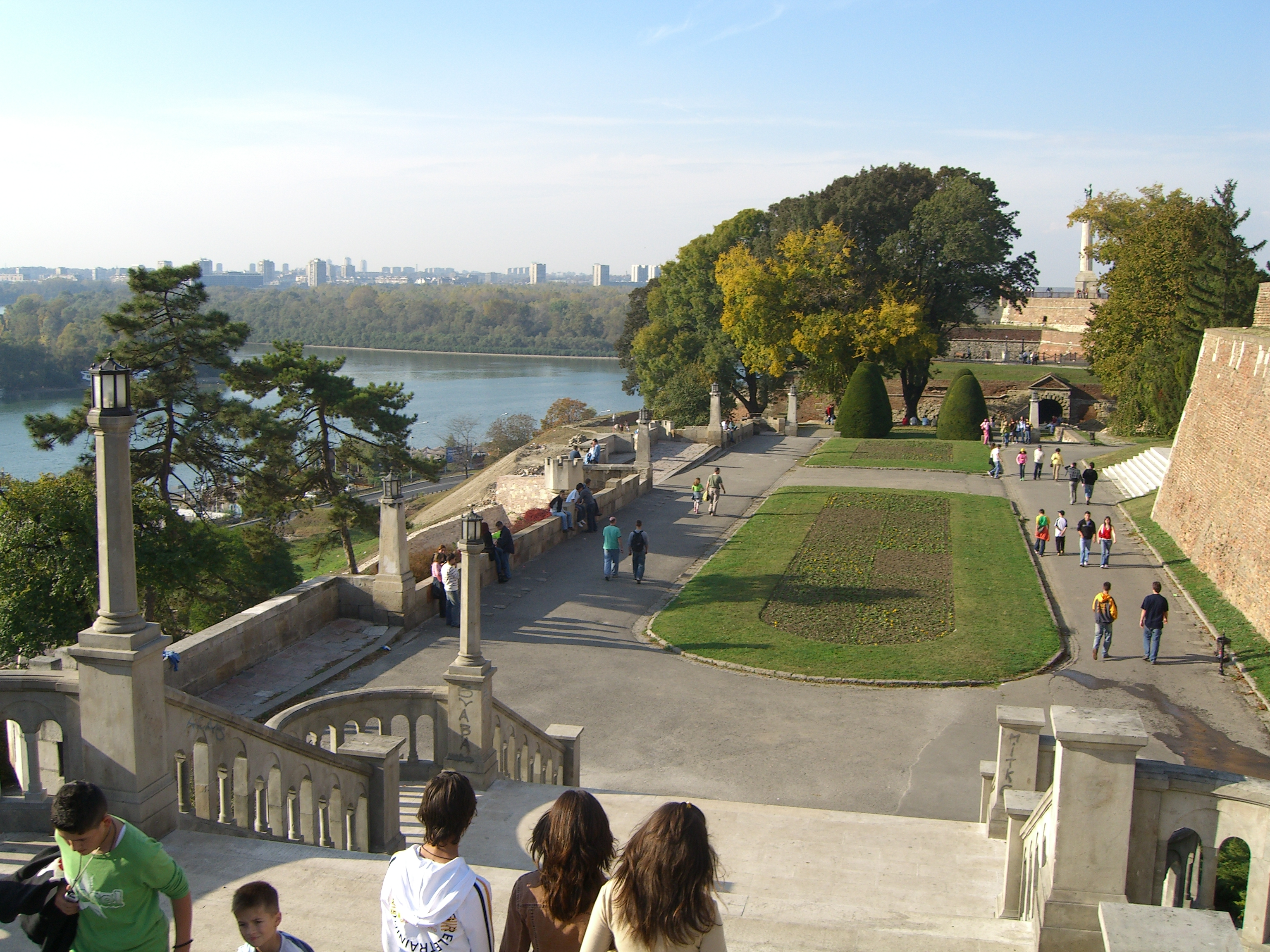
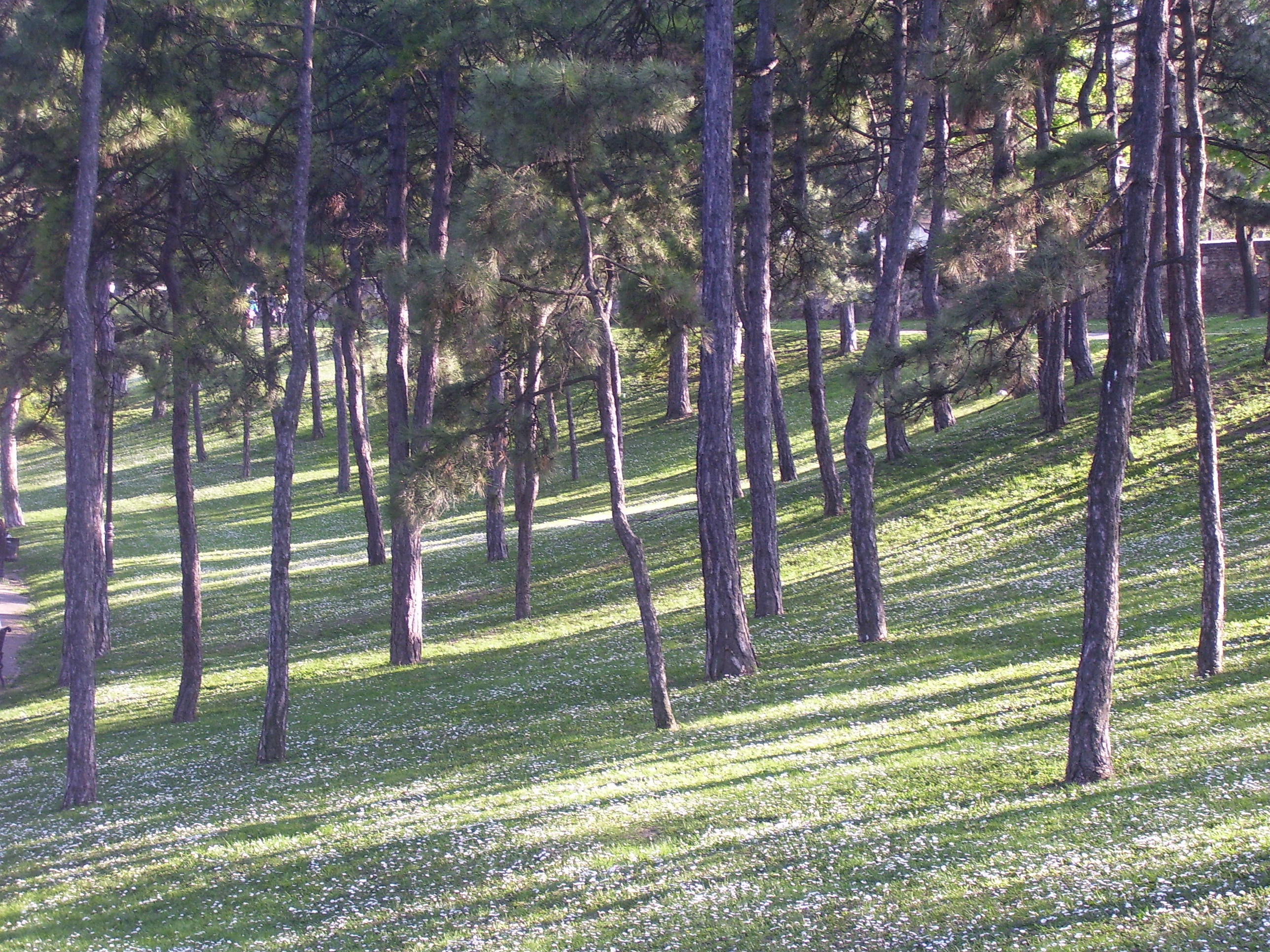
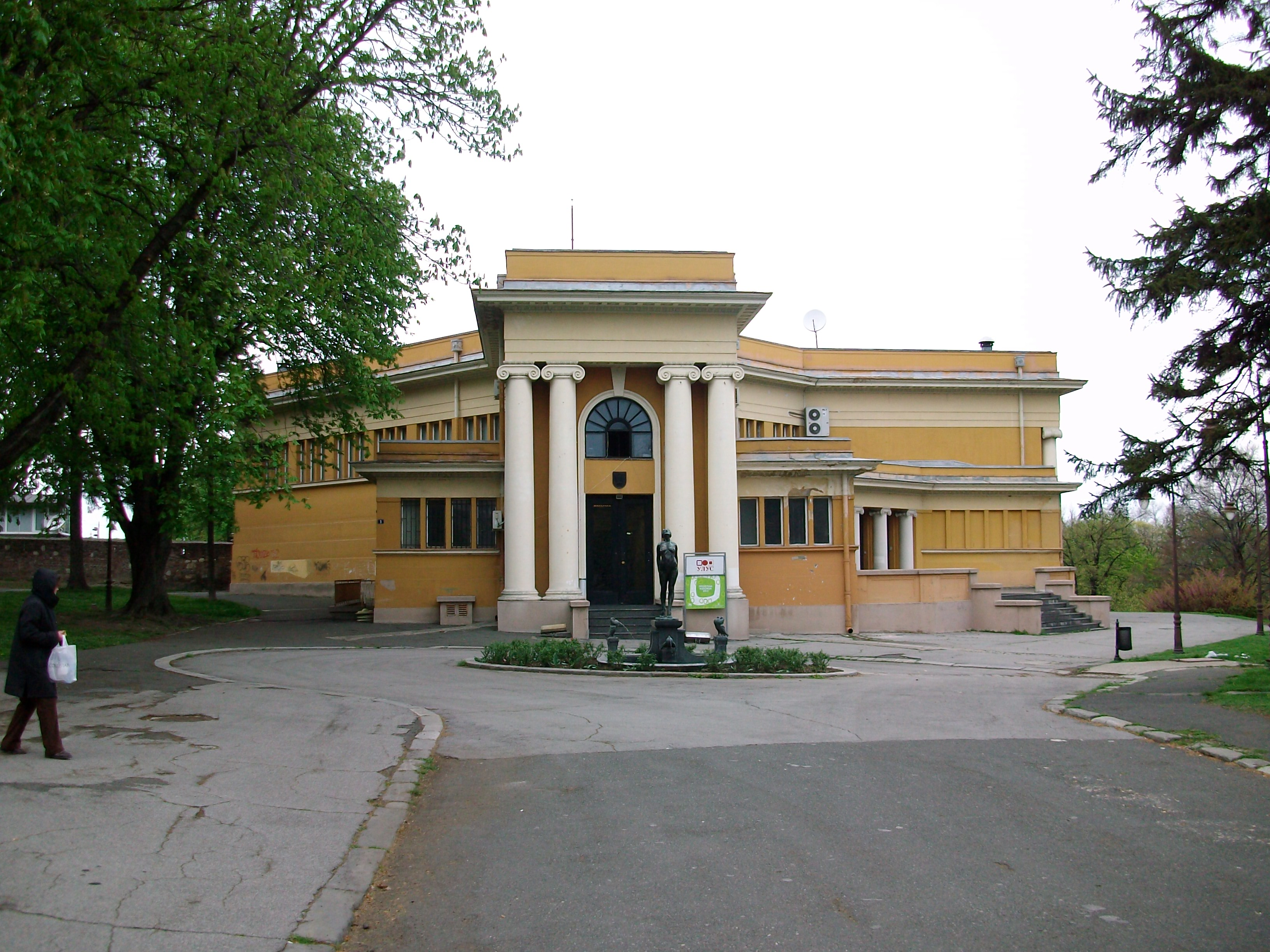
Мистецький павільйон «Цвета Зузорич»
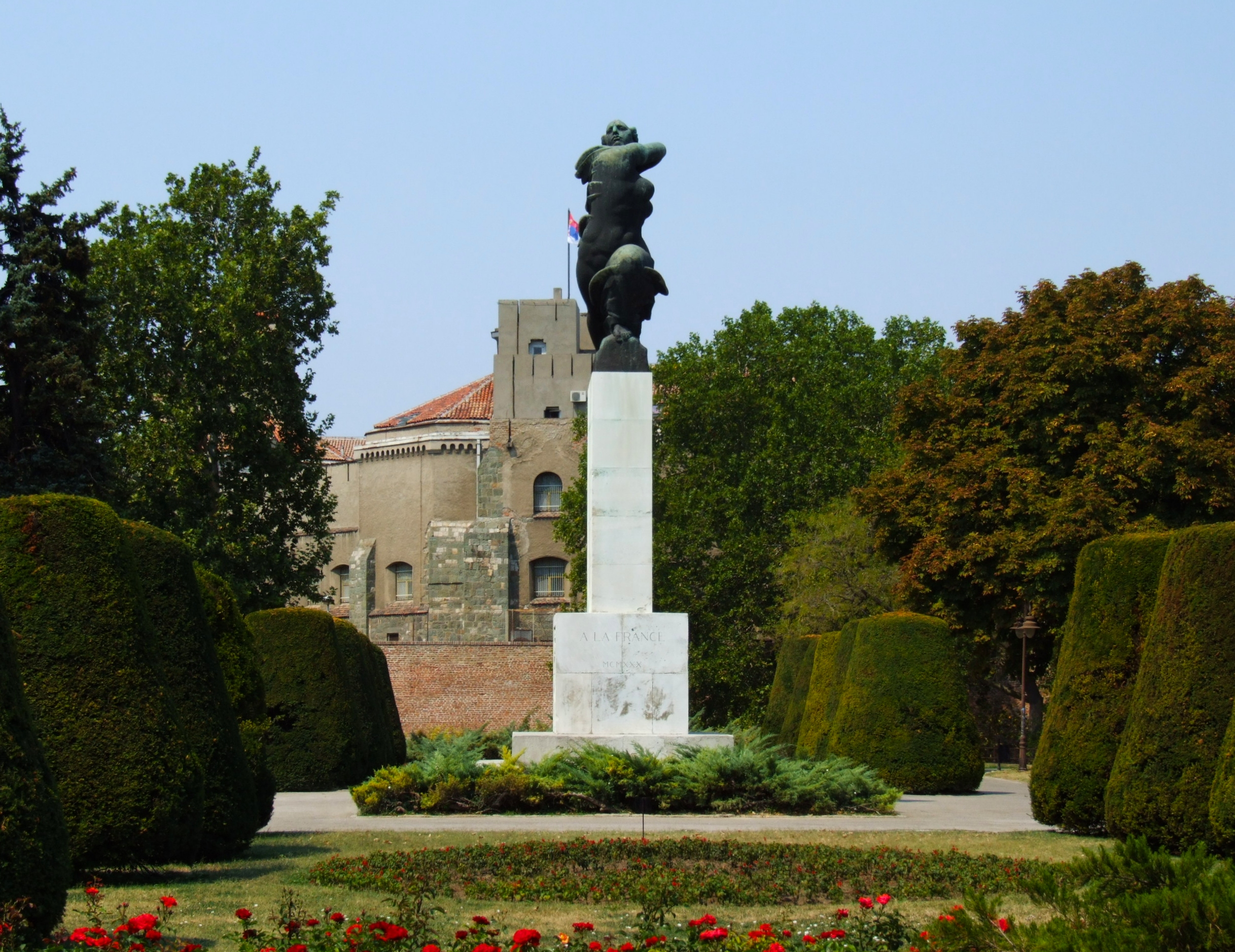
Пам'ятник подяки Франції
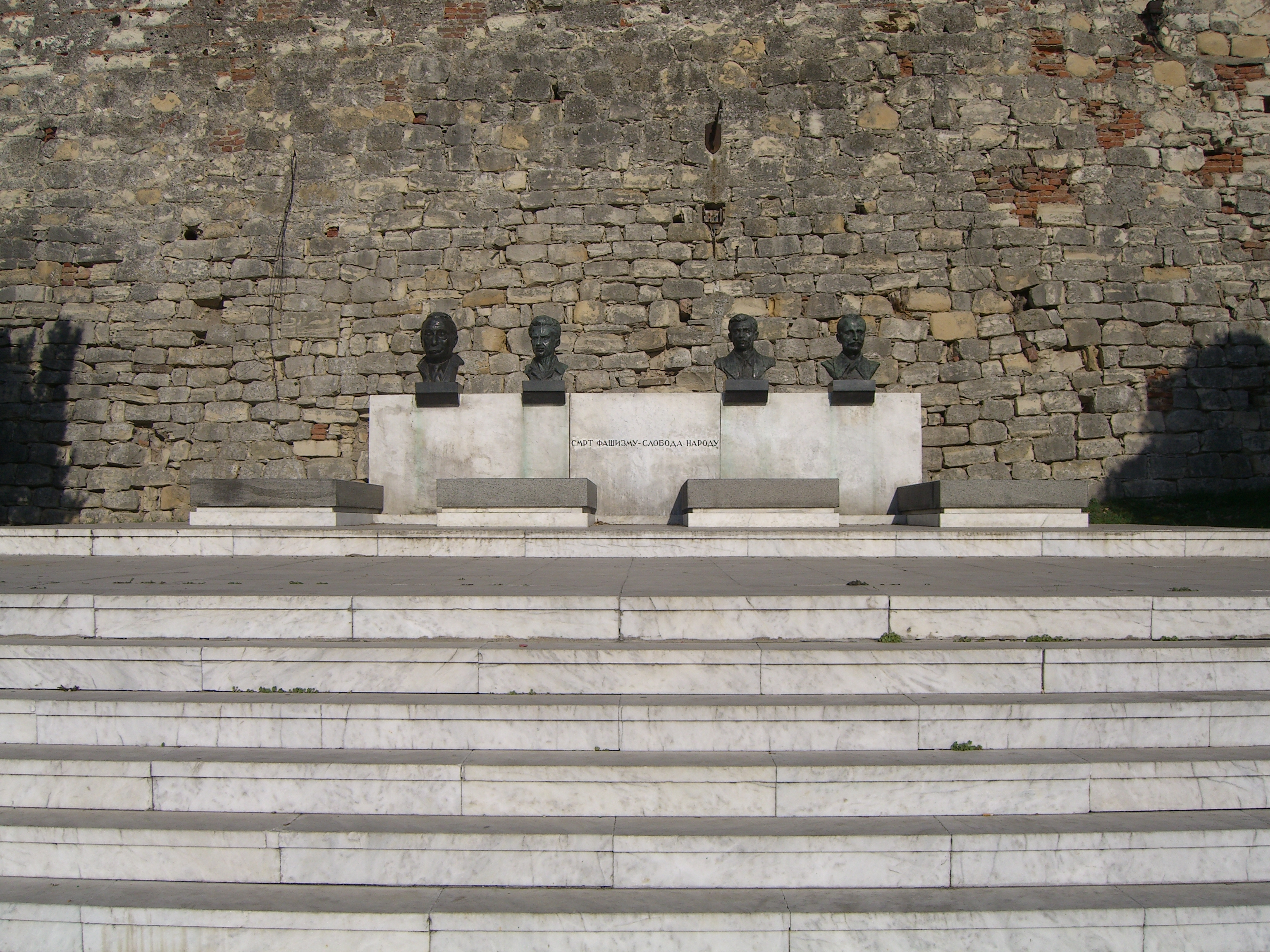
Могила національних героїв
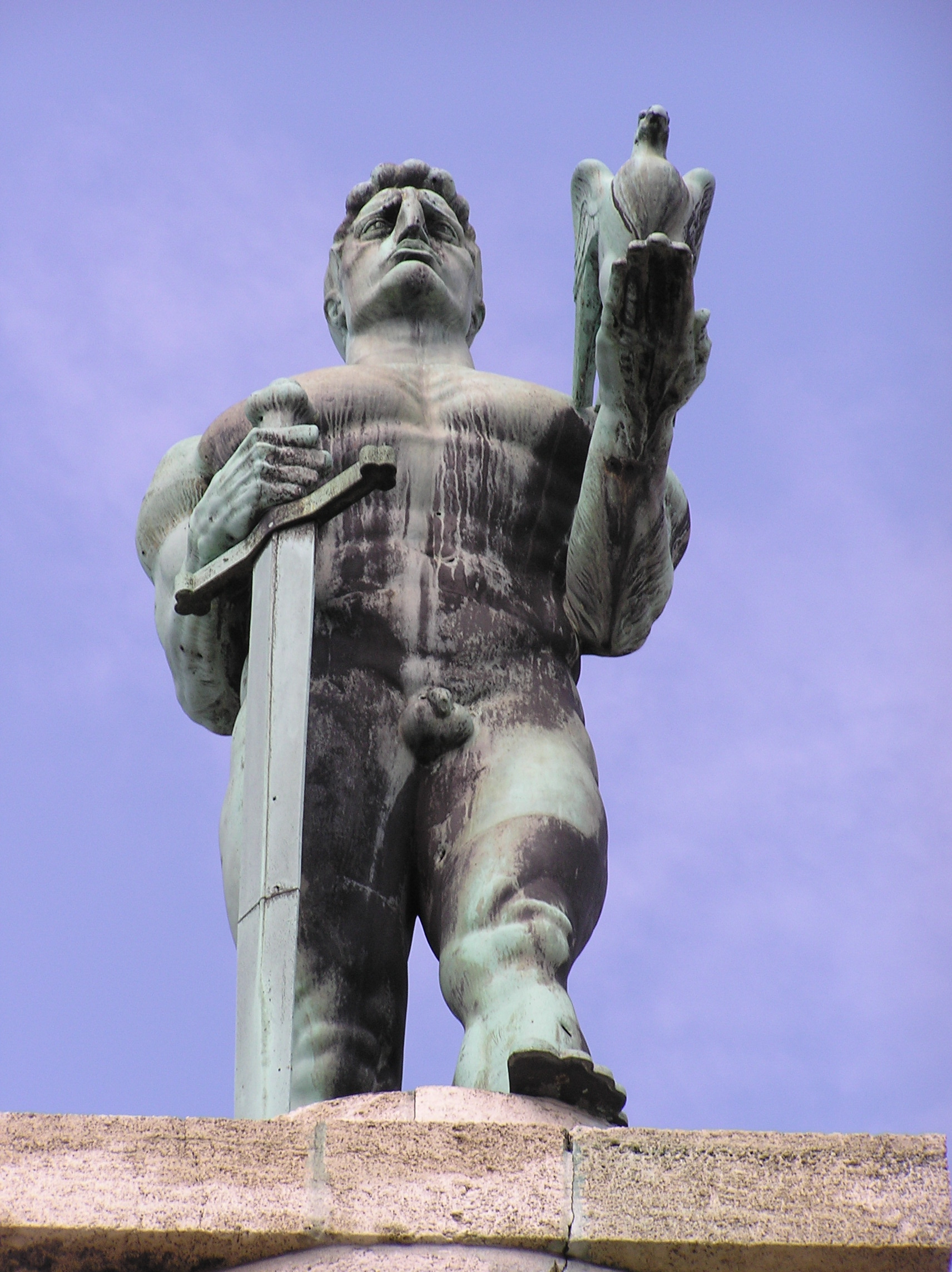
Пам'ятник Переможцю (автор Іван Мештрович)
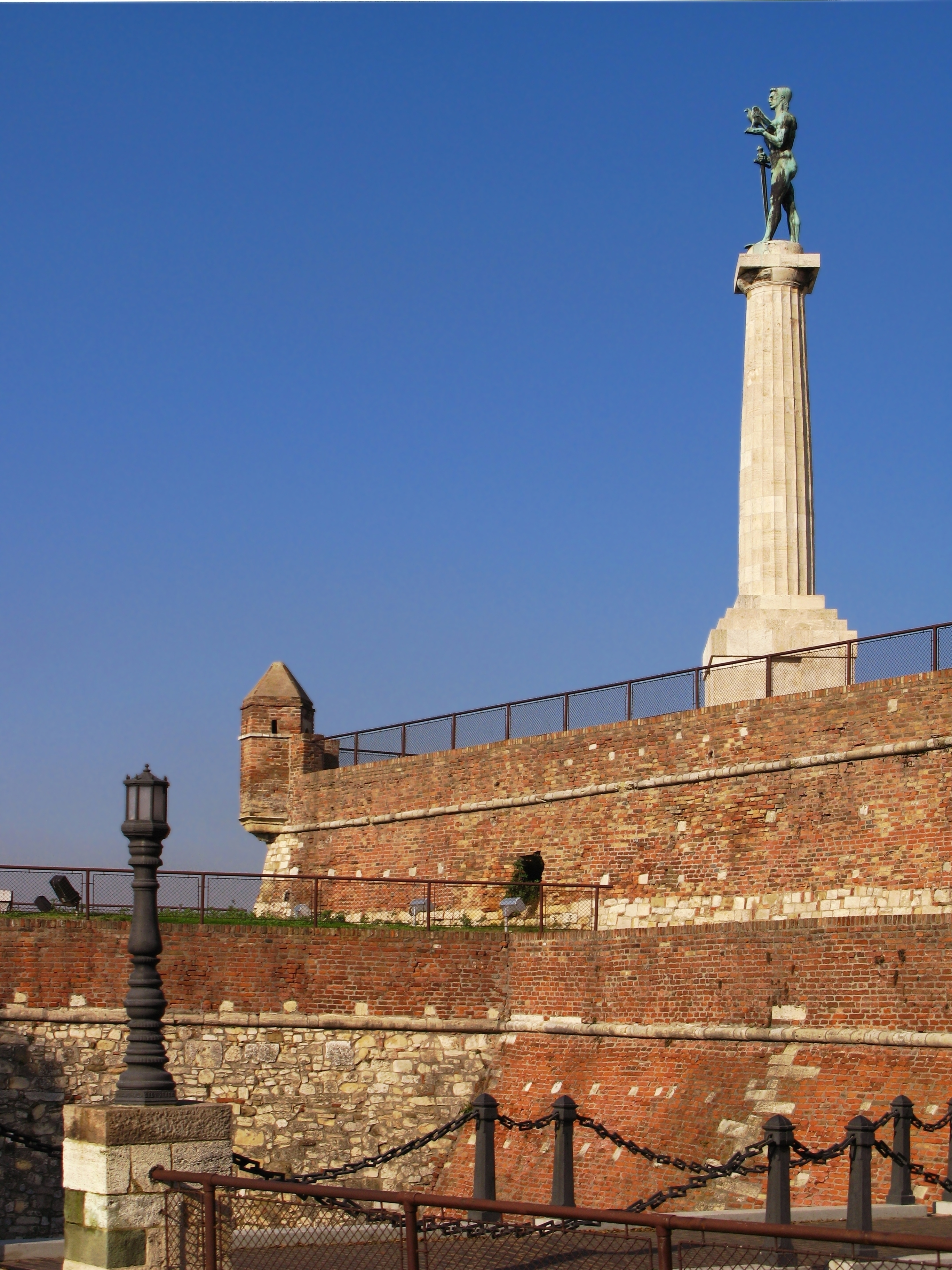
Пам'ятник Переможцю
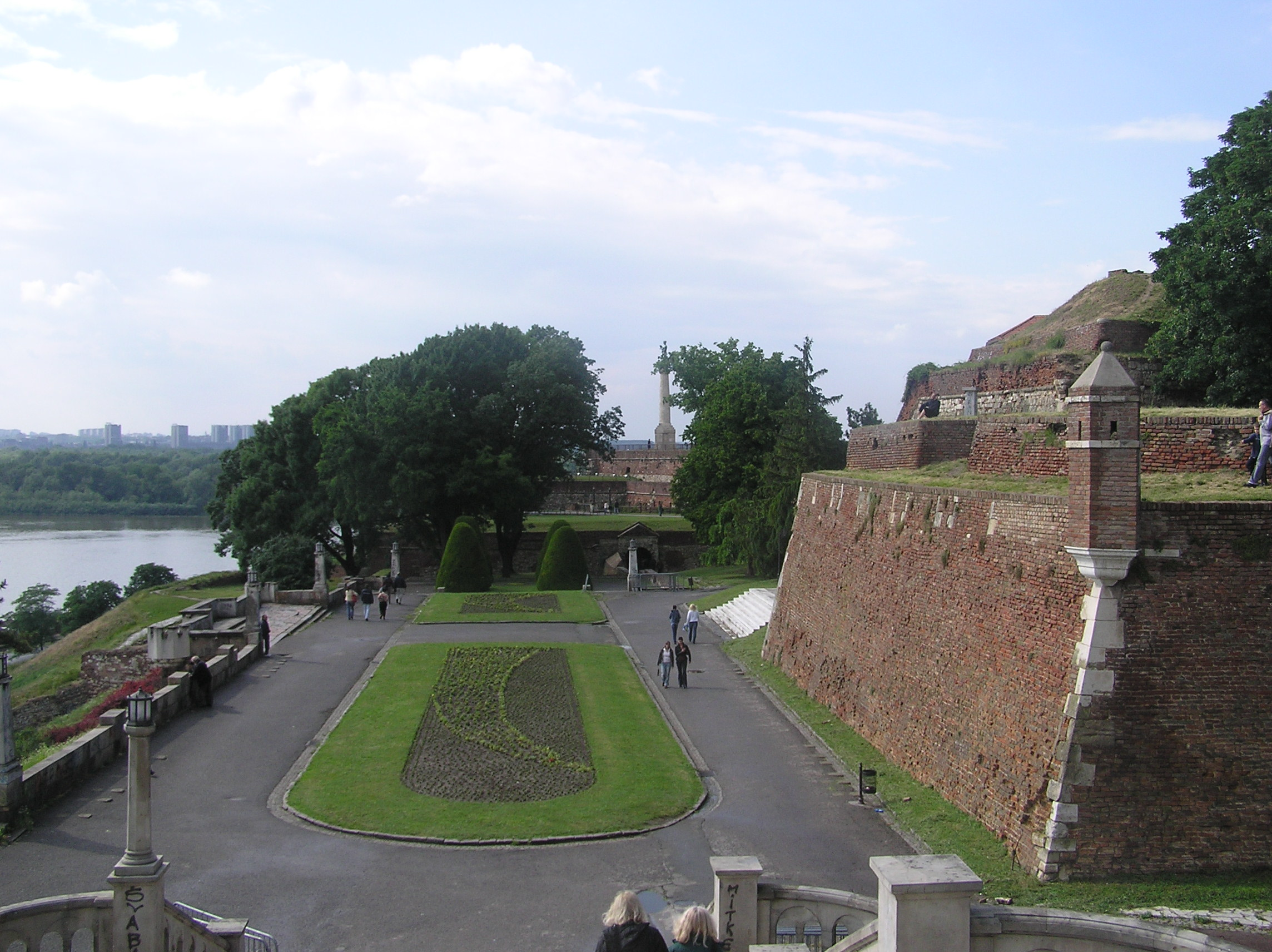
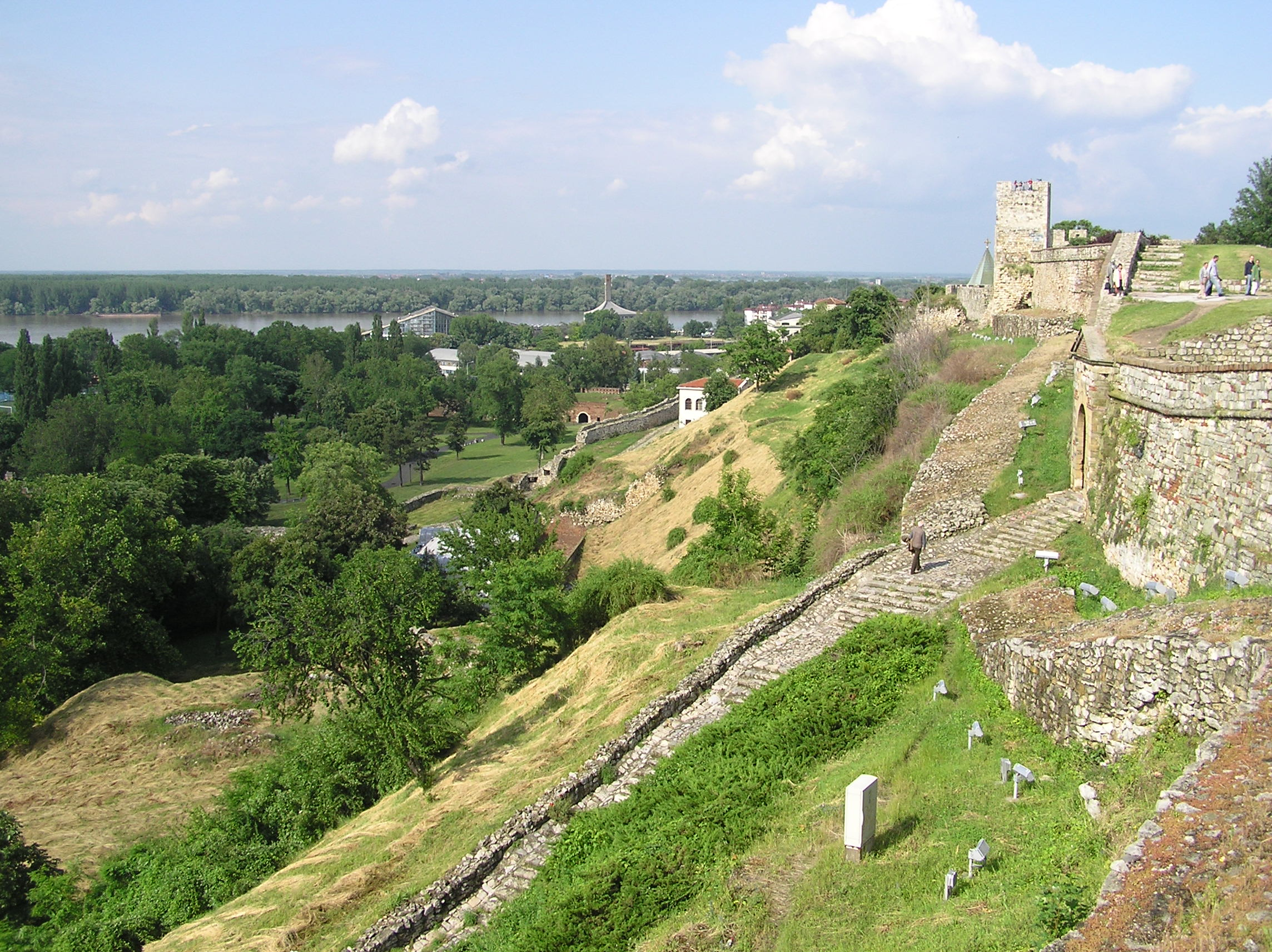
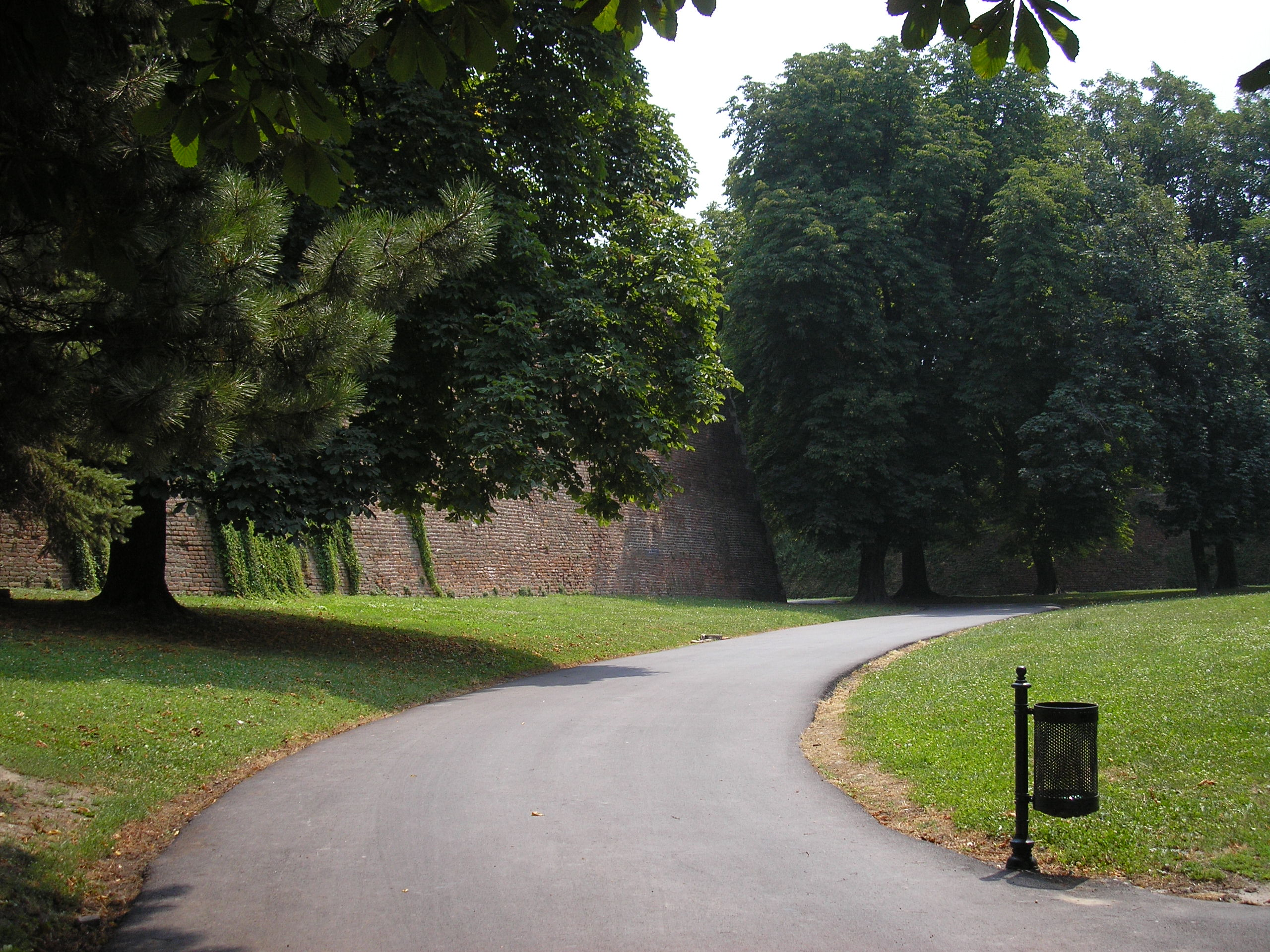
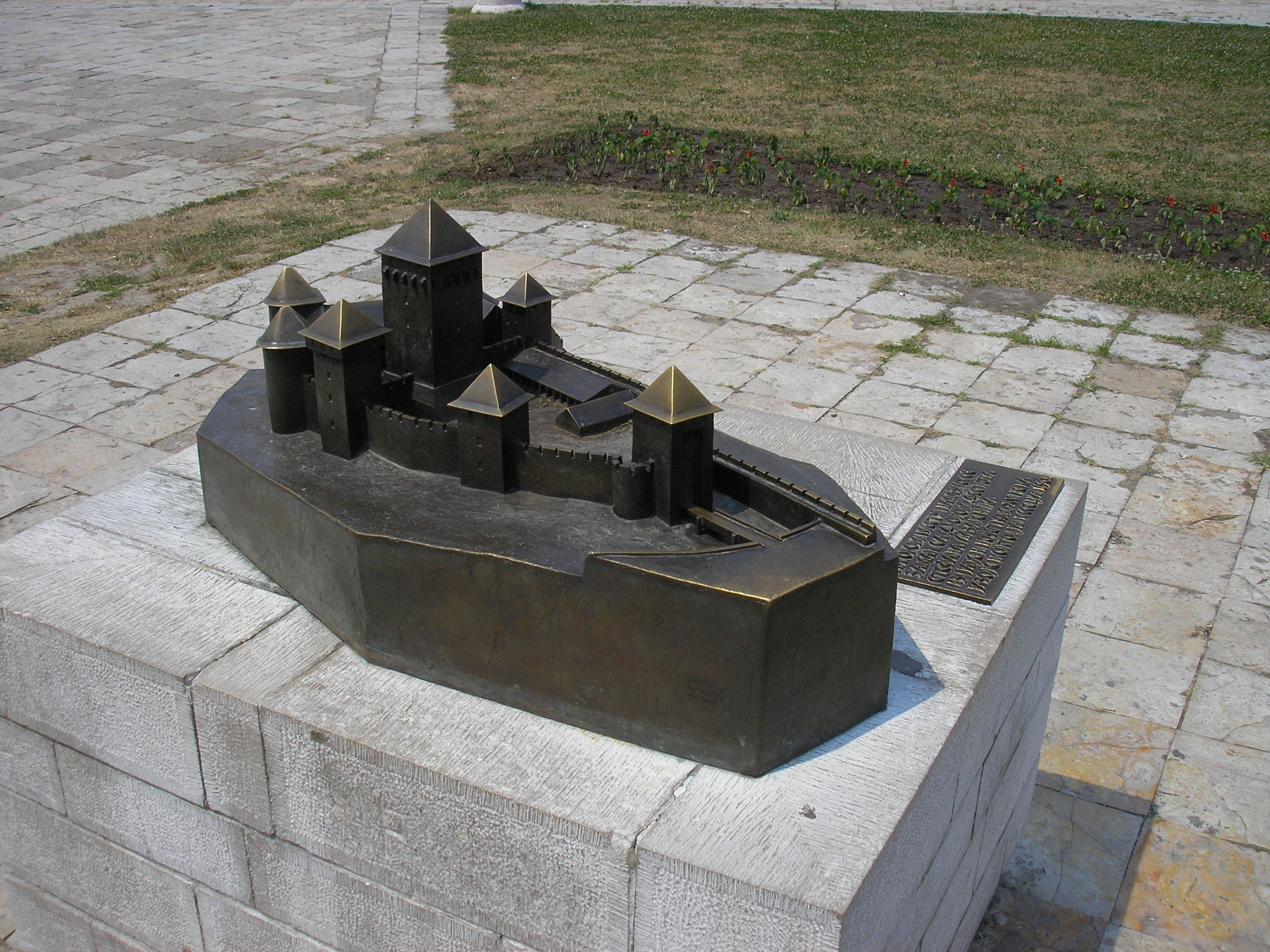
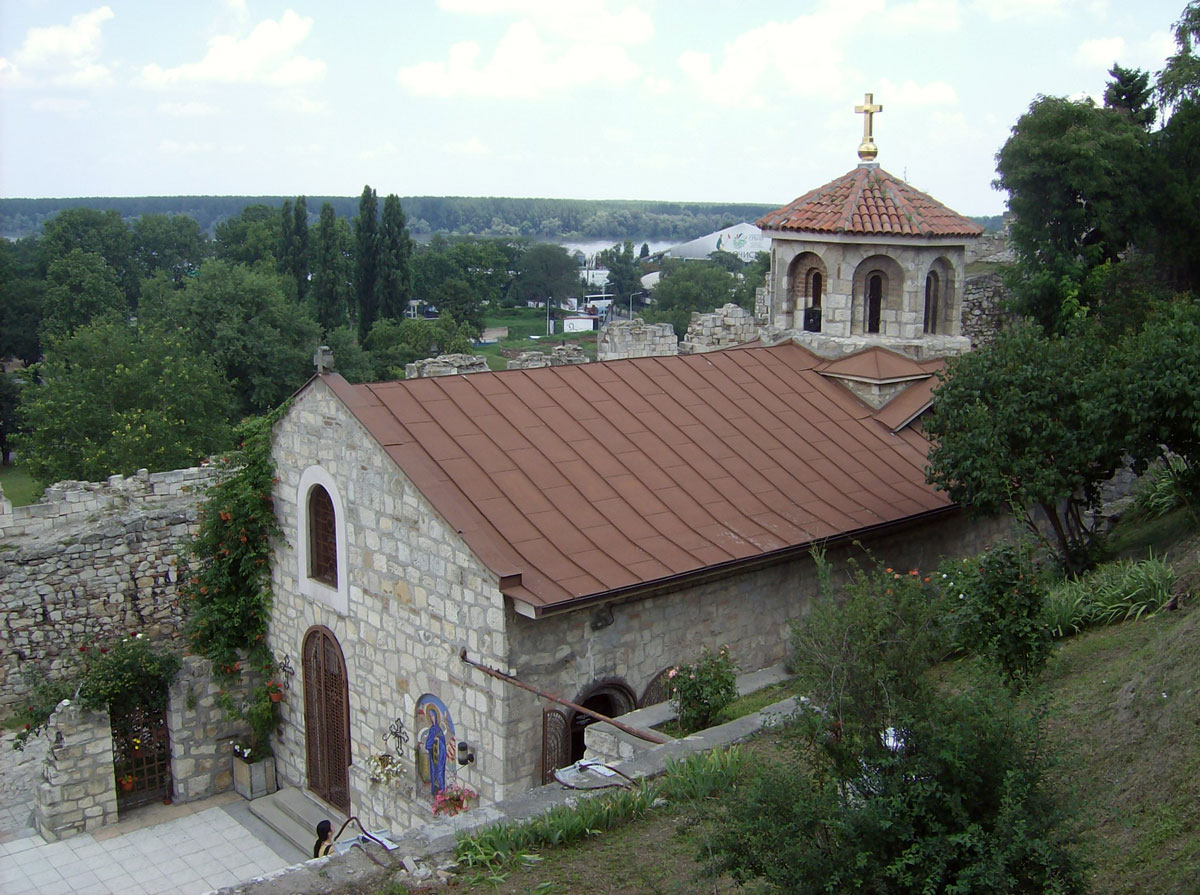
Церква Святої П'ятниці
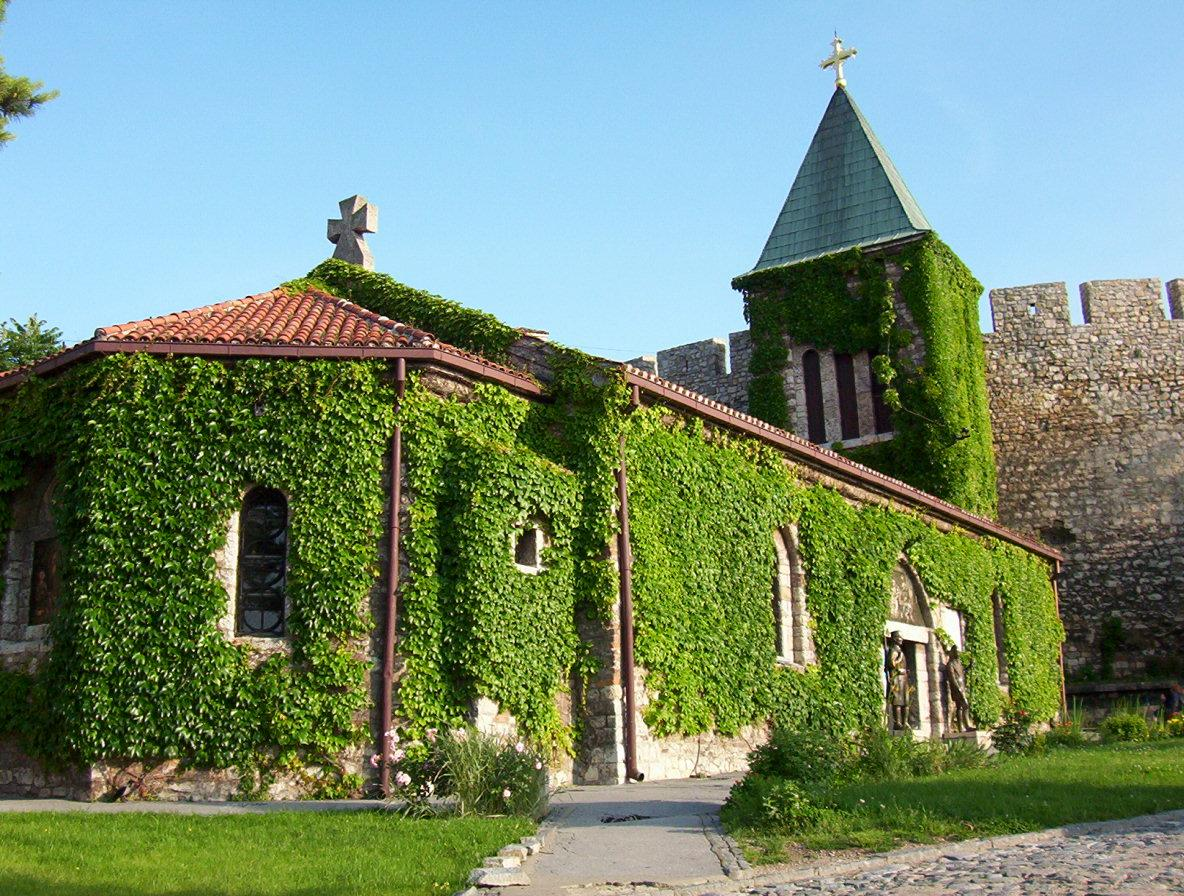
Церква Ружиця
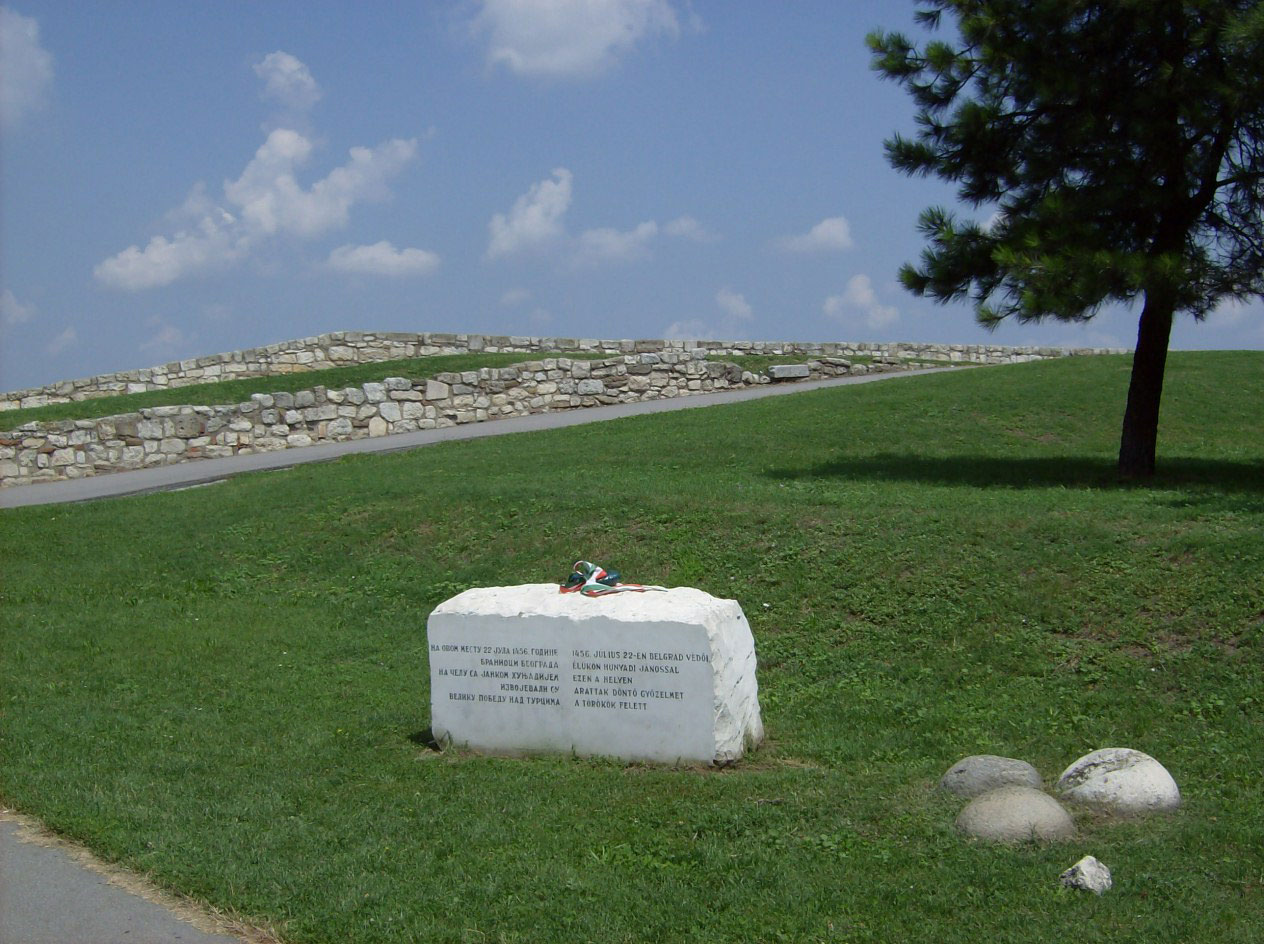
Меморіальна таблиця на честь оборони Белграда в 1456 році під керівництвом Яноша Гуняді
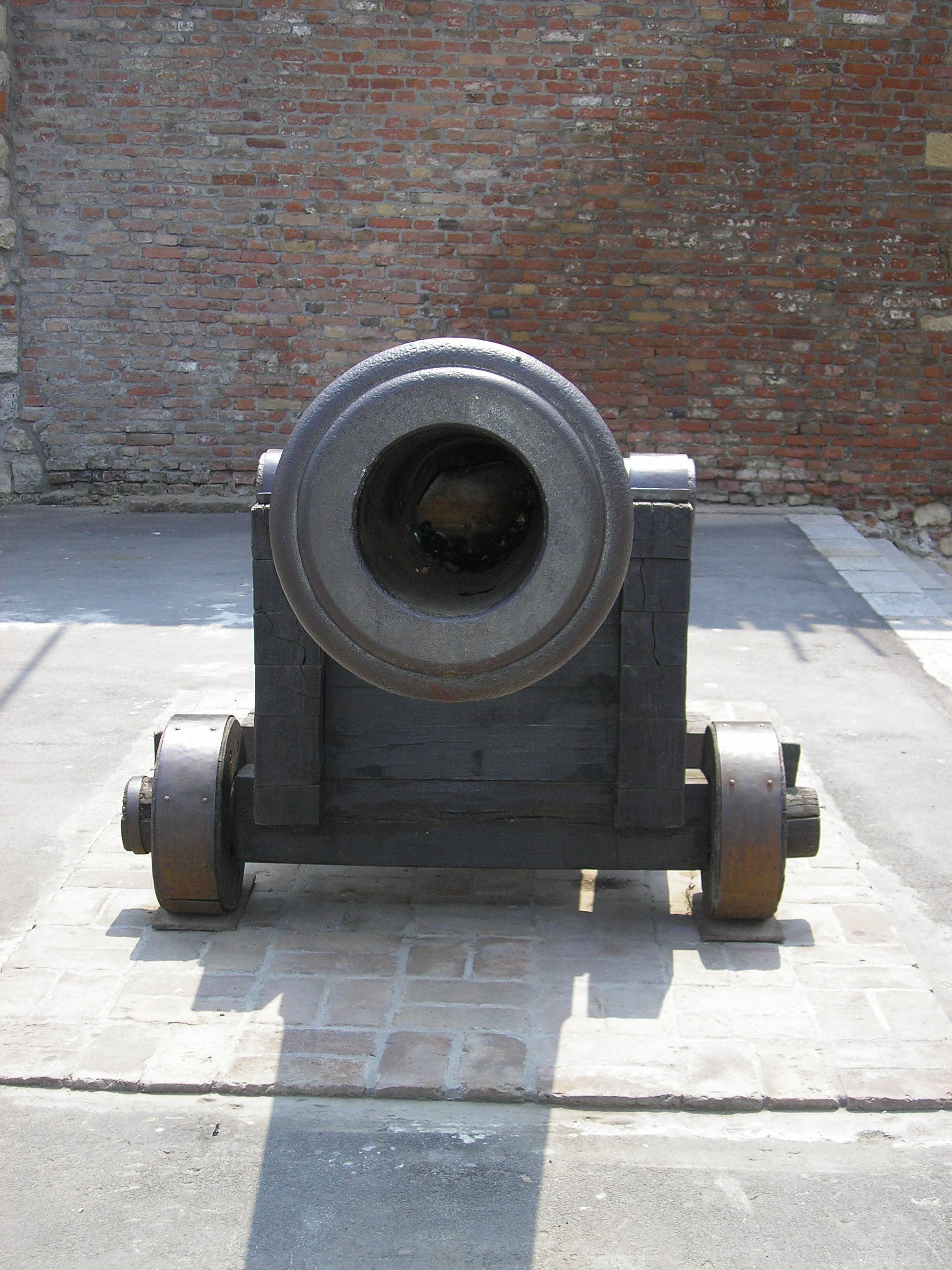
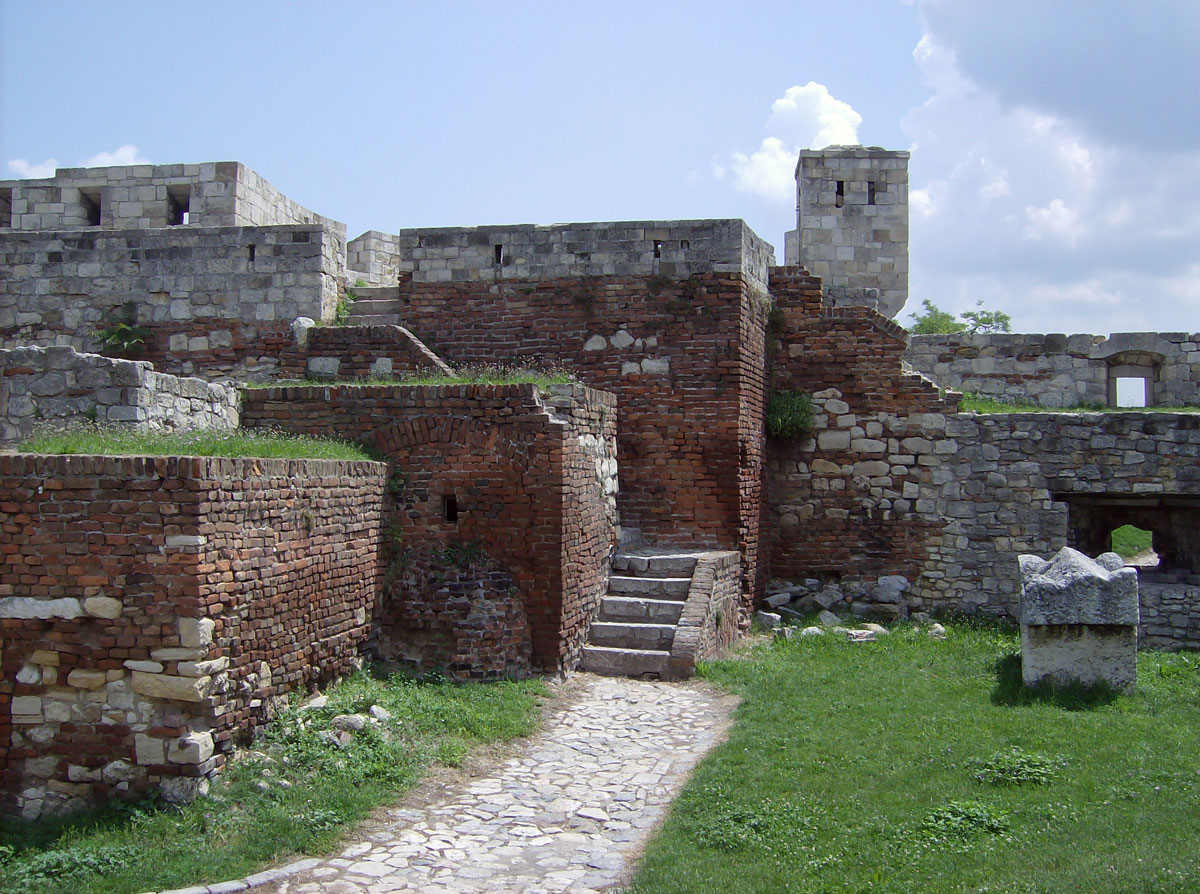
Белградська фортеця
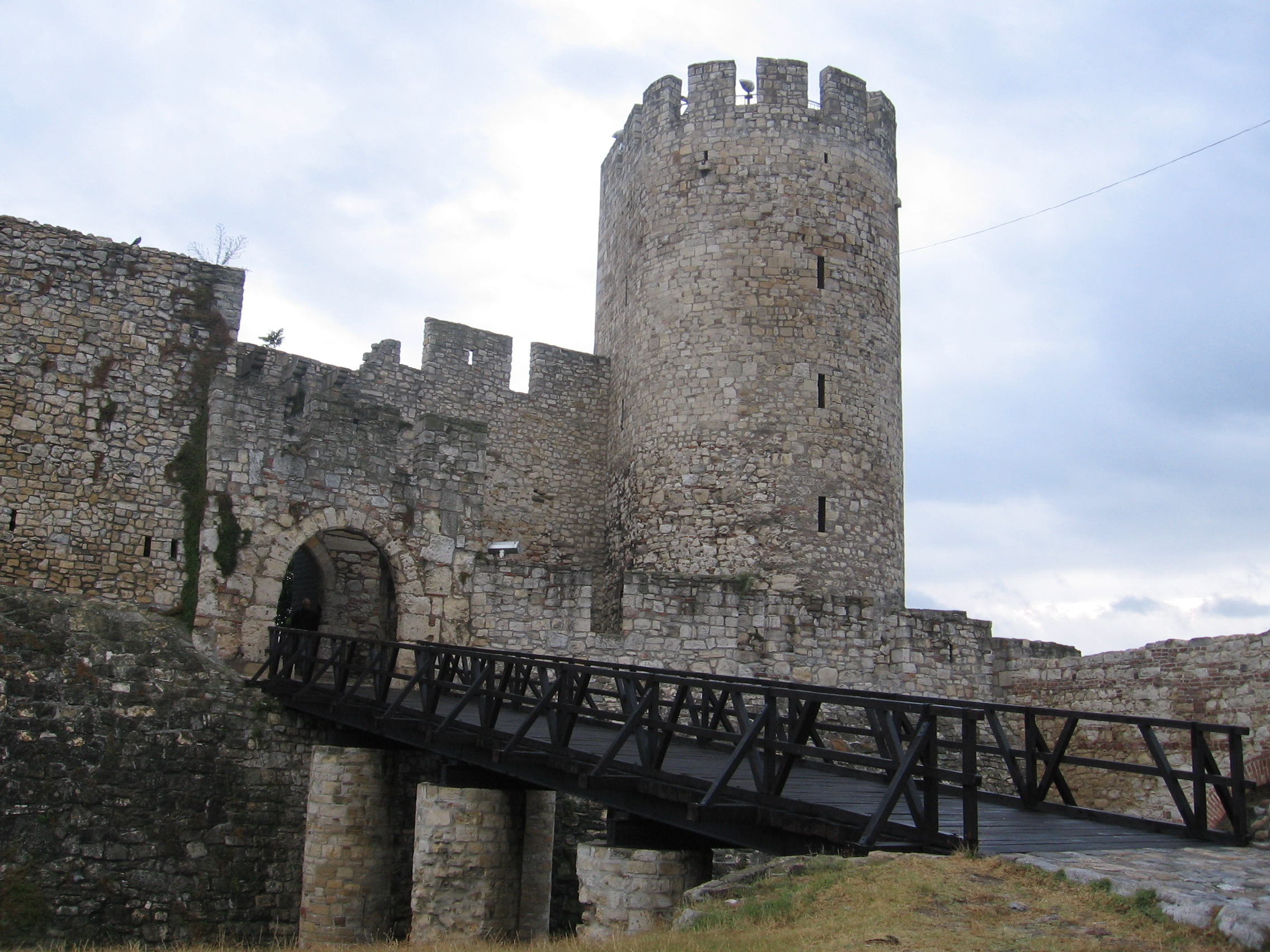
Белградська фортеця
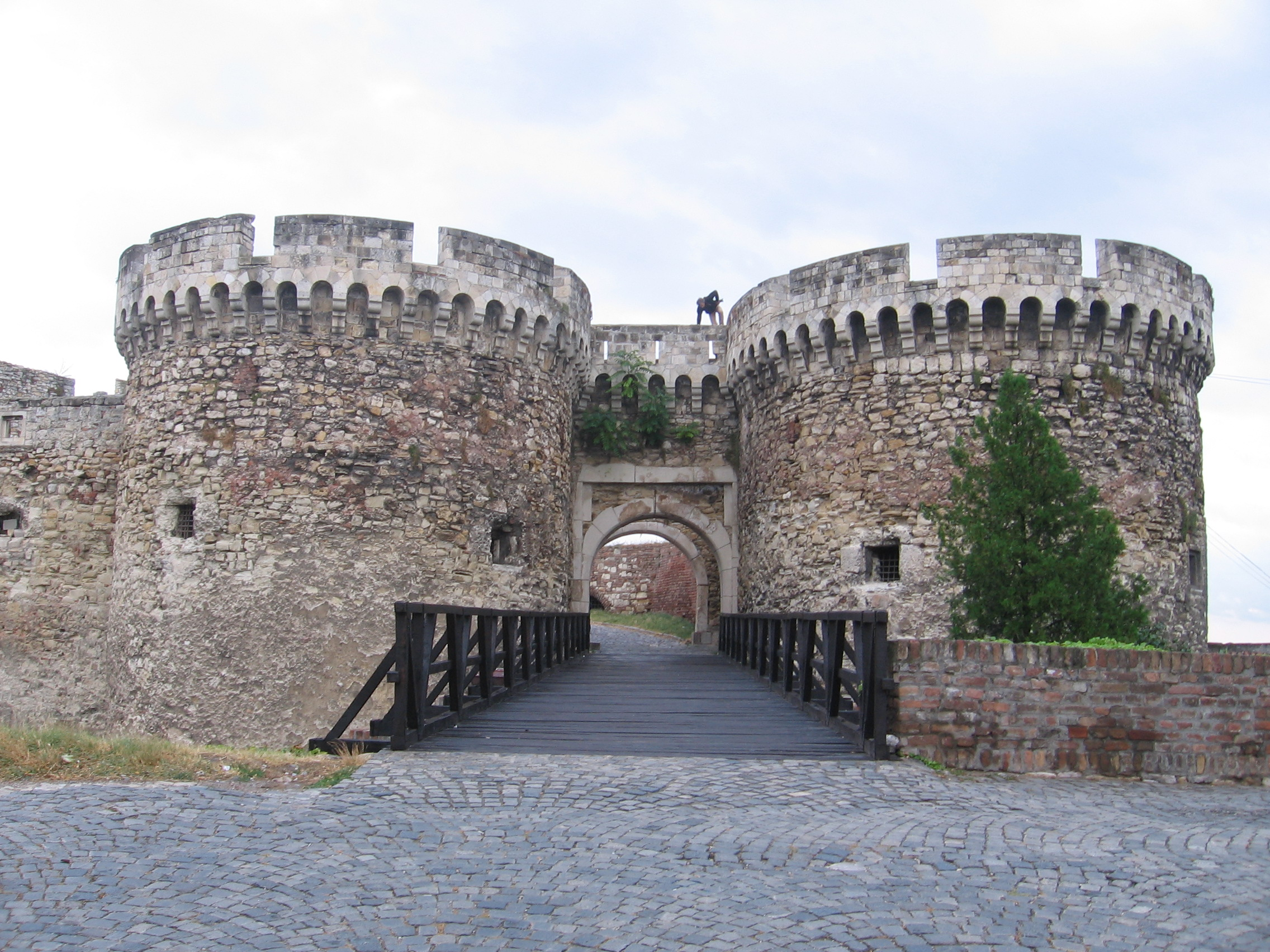
Белградська фортеця
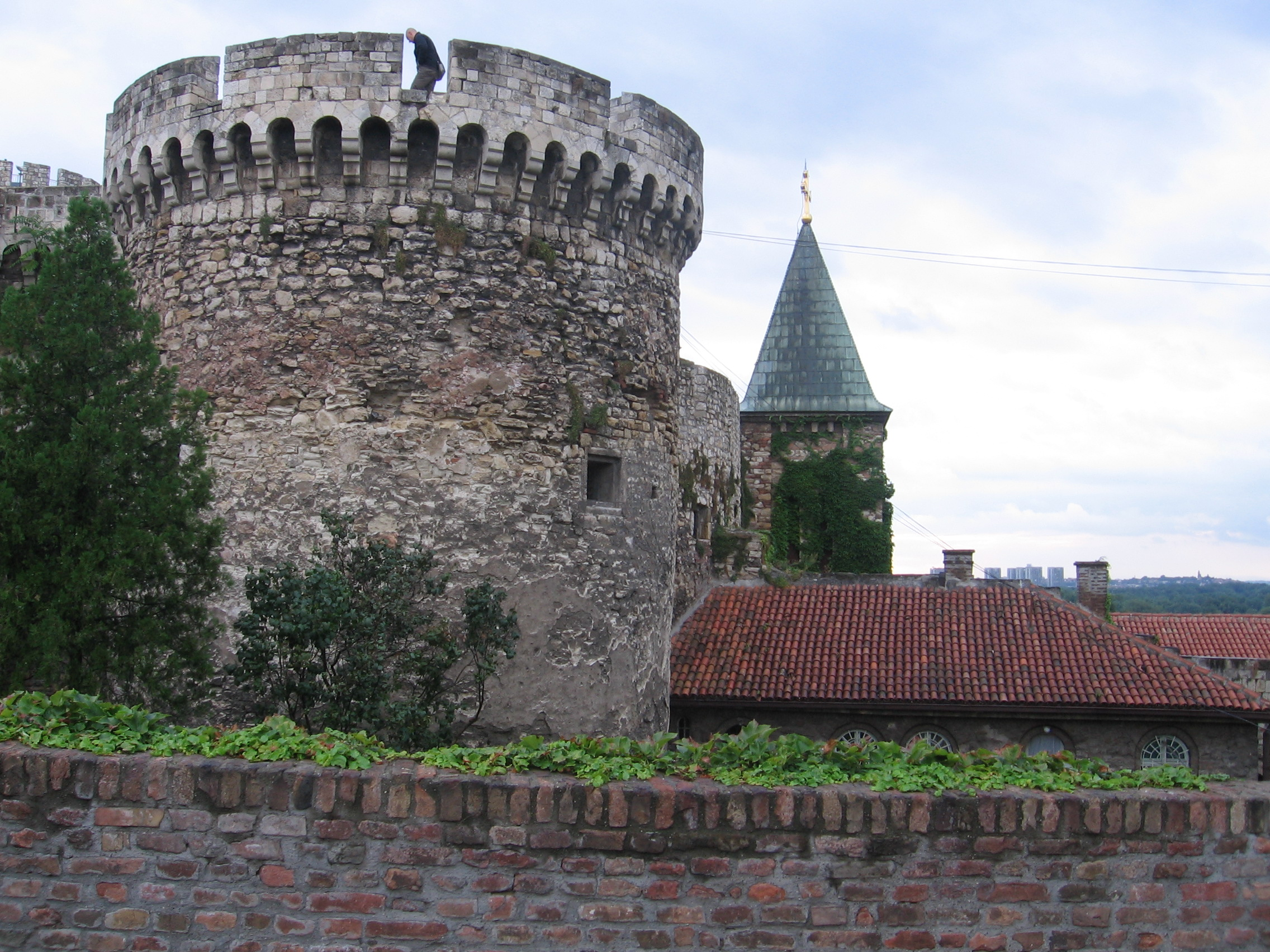
Белградська фортеця
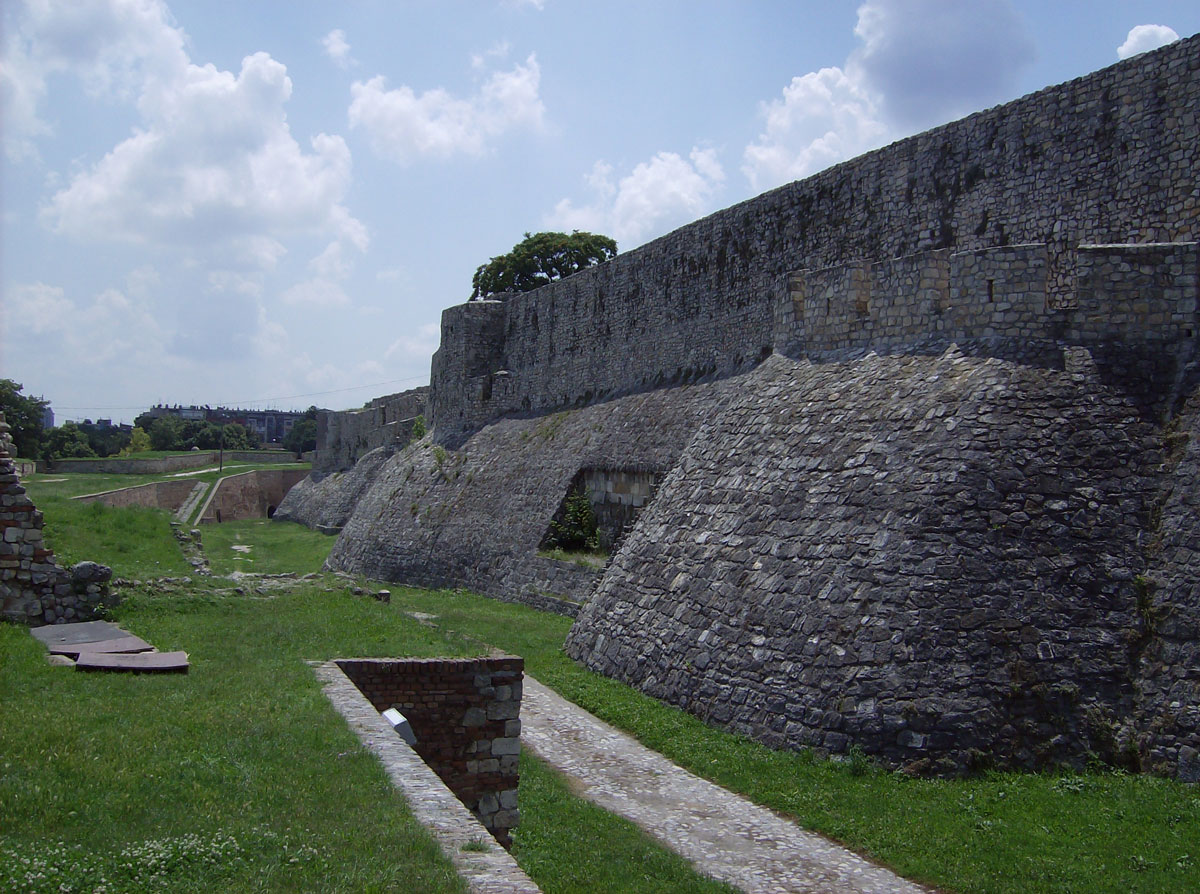
Белградська фортеця
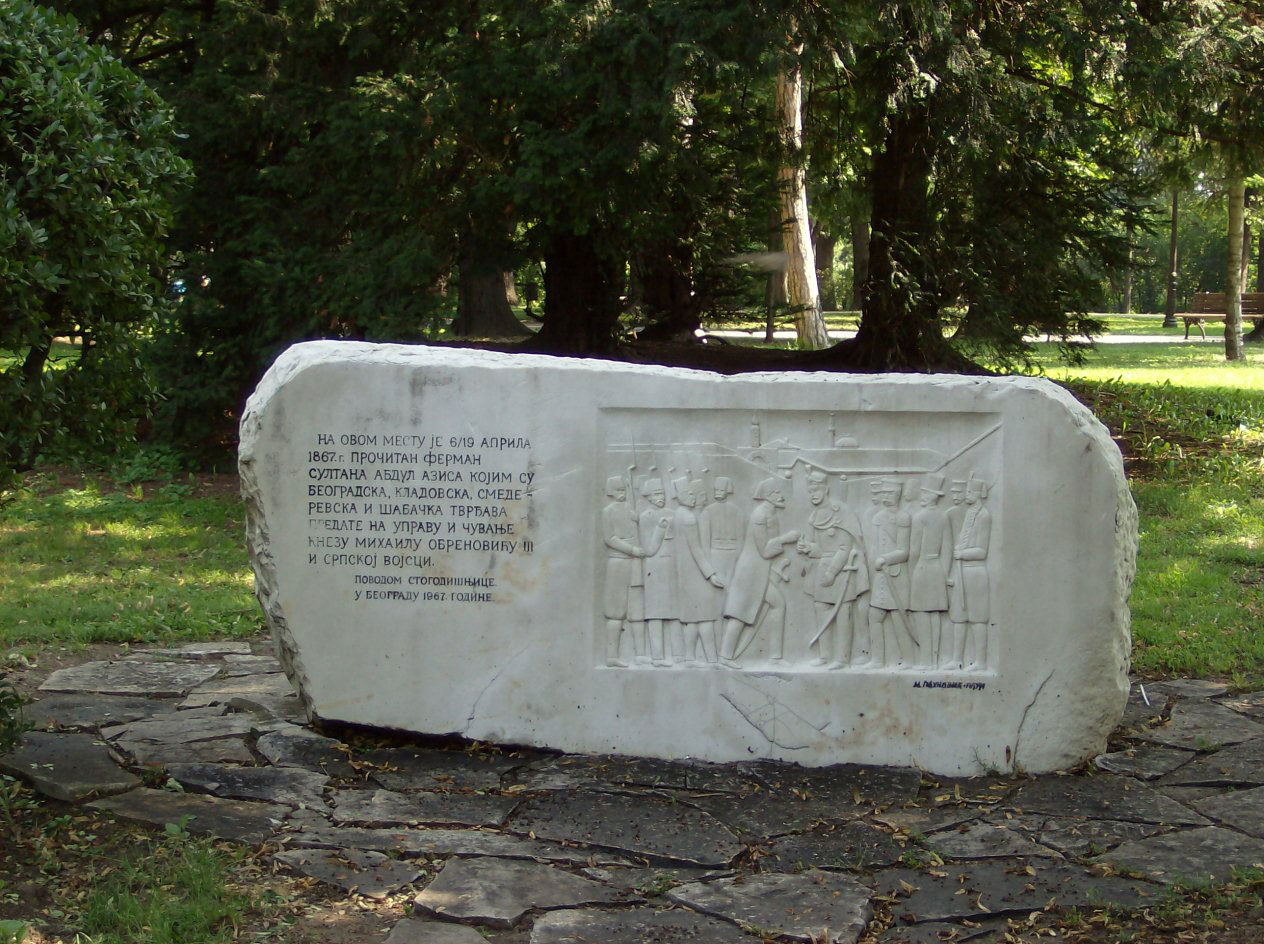
Меморіальна таблиця на честь передачі турками Белградської фортеці Сербії в 1867 році
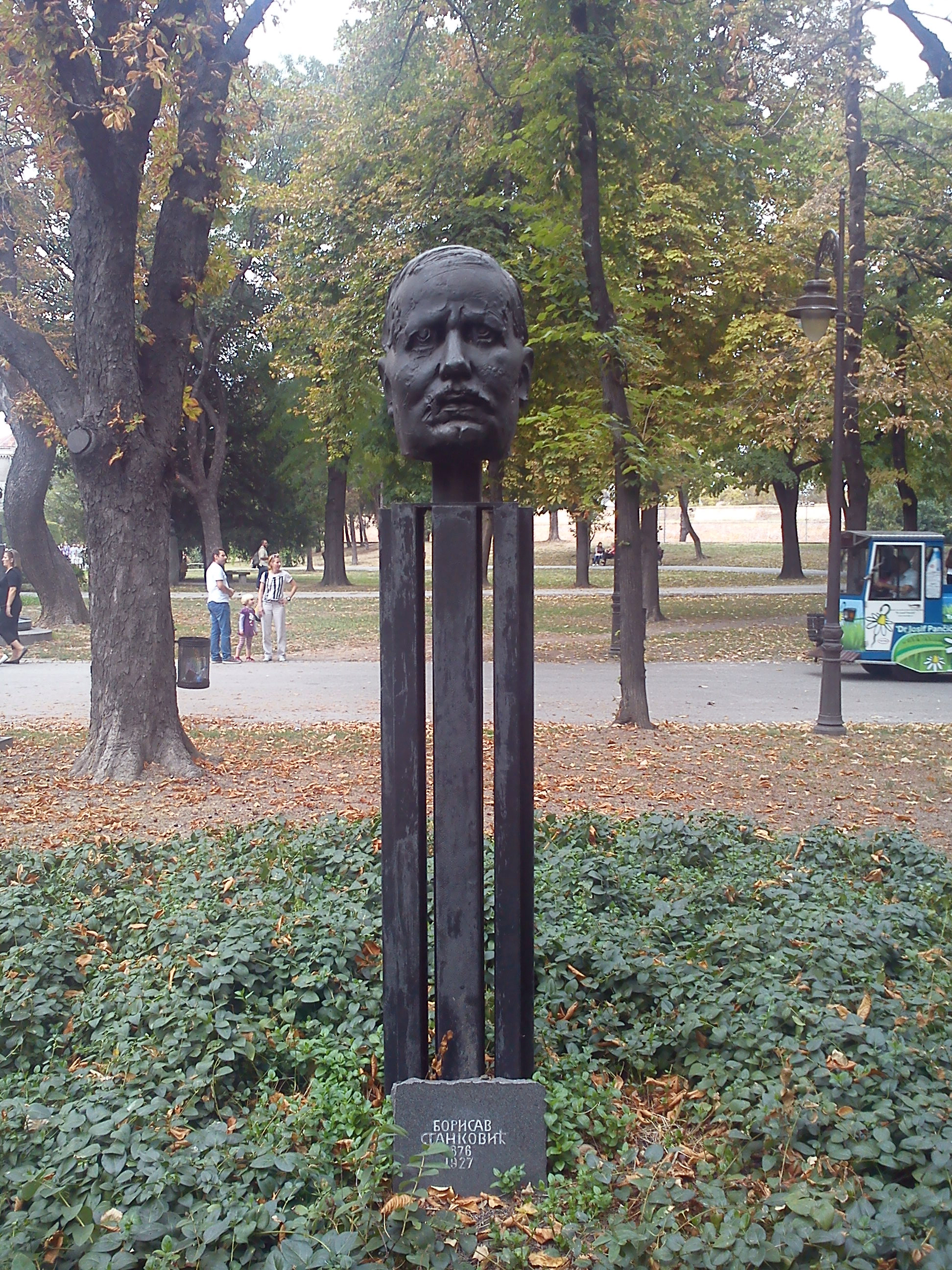
Бюст Борисава Станковича у Калемегданському парку в Белграді